# 尋找我的朋友
尋找我的朋友（Find My Friends） 是蘋果公司針對iOS系統所開發的一個應用程式。這個應用於2011年10月12日公開發佈。沒有預先安裝裝置中，使用者只有在iOS 8以上的裝置才能從App Store上下載。从iOS 9开始，该软件内置于系统中，因此不能被移除。
iOS 13及macOS Catalina將尋找我的iPhone與尋找我的朋友合併成單一應用程式：尋找（Find My）。